# Cardiocondyla
Genre
Synonymes
- Dyclona
- Emeryia Forel, 1890
- Loncyda
- Prosopidris
- Xenometra

Cardiocondyla est un genre de fourmis de la sous-famille des Myrmicinae.

## Espèces
Cardiocondyla atalanta -  
Cardiocondyla batesii -  
Cardiocondyla bicoronata - 
Cardiocondyla brachyceps - 
Cardiocondyla breviscapus -  
Cardiocondyla britteni - 
Cardiocondyla bulgarica -  
Cardiocondyla carbonaria - 
Cardiocondyla compressa - 
Cardiocondyla cristata - 
Cardiocondyla elegans (type) - 
Cardiocondyla emeryi -  
Cardiocondyla fajumensis -  
Cardiocondyla gallagheri - 
Cardiocondyla gallilaeica - 
Cardiocondyla gibbosa -  
Cardiocondyla goa - 
Cardiocondyla insutura - 
Cardiocondyla israelica - 
Cardiocondyla itsukii - 
Cardiocondyla jacquemini -  
Cardiocondyla kagutsuchi - 
Cardiocondyla koshewnikovi -  
Cardiocondyla kushanica -  
Cardiocondyla littoralis - 
Cardiocondyla longiceps -  
Cardiocondyla longinoda - 
Cardiocondyla luciae - 
Cardiocondyla mauritanica - 
Cardiocondyla melana -  
Cardiocondyla minutior -  
Cardiocondyla monardi -  
Cardiocondyla nana -  
Cardiocondyla neferka - 
Cardiocondyla nigra - 
Cardiocondyla nigrocerea - 
Cardiocondyla nivalis - 
Cardiocondyla nuda - 
Cardiocondyla obscurior - 
Cardiocondyla opaca - 
Cardiocondyla opistopsis -  
Cardiocondyla papuana - 
Cardiocondyla paradoxa - 
Cardiocondyla paranuda - 
Cardiocondyla parvinoda - 
Cardiocondyla persiana - 
Cardiocondyla pirata - 
Cardiocondyla rugulosa -  
Cardiocondyla sahlbergi - 
Cardiocondyla sekhemka - 
Cardiocondyla semirubra -  
Cardiocondyla shagrinata - 
Cardiocondyla shuckardi - 
Cardiocondyla sima -  
Cardiocondyla stambuloffii -   
Cardiocondyla strigifrons - 
Cardiocondyla tenuifrons - 
Cardiocondyla thoracica - 
Cardiocondyla tibetana -  
Cardiocondyla tiwarii - 
Cardiocondyla tjibodana -  
Cardiocondyla ulianini - 
Cardiocondyla unicalis - 
Cardiocondyla venustula - 
Cardiocondyla weserka - 
Cardiocondyla wheeleri - 
Cardiocondyla wroughtonii -  
Cardiocondyla yemeni -  
Cardiocondyla yoruba -  
Cardiocondyla zoserka